# Матросовка
Матро́совка (рос. Матросовка, башк. Матросовка) — присілок у складі Кармаскалинського району Башкортостану, Росія. Входить до складу Єфремкинської сільської ради.
Населення — 168 осіб (2010; 154 в 2002).
Національний склад:
- чуваші — 92 %